# Sirkka-Liisa Anttila
Sirkka-Liisa Anttila, född Ojala den 20 december 1943 i S:t Mårtens, är en finländsk politiker som representerar centern i Finland. Anttila var jord- och skogsbruksminister i Regeringen Kiviniemi mellan 2007 och 2011. Hon hade samma post i Regeringen Vanhanen II. Anttila har en lång riksdagskarriär bakom sig. Hon har suttit i riksdagen åren 1983-1996 samt från år 1999. 
Anttila är förvaltningsnotarie. Hon är gift och har två barn.

## Utmärkelser
- Riddartecknet av I klass av Finlands Vita Ros’ orden,  6 december 1991[8]
- Kommendörstecknet av I klass av Finlands Vita Ros’ orden,  6 december 2000[8]
- Militärens förtjänstmedalj,  4 juni 2001[9]
- Krigsinvalidernas förtjänstkors[10]

[Redigera Wikidata]